# Koszmosz–432
Koszmosz–432 (oroszul: Космос 432) a szovjet Koszmosz műholdak sorozatának tagja. Továbbfejlesztett, manőverezésre képes Zenyit-4M felderítő műhold.

## Küldetés
A Zenyit–2M (GRAU-kódja:11F691) továbbfejlesztett, nagyobb felbontású fényképezőgéppel ellátott, harmadik generációs műhold, katonai és állami célokat szolgált.

## Jellemzői
Az OKB–1 tervezőirodában fejlesztették ki, sorozatgyártásuk Kujbisevben folyt. Üzemeltette a Honvédelmi Minisztérium (oroszul: Министерство обороны – МО).
Megnevezései: COSPAR: 1971-066A; SSC kódszáma: 5379.
1971. augusztus 8-án a Bajkonuri űrrepülőtérről LC–1 (LC–Launch Complex) jelű indítóállványról egy Voszhod (11A57) rakétával juttatták alacsony Föld körüli (LEO = Low-Earth Orbit) közeli körpályára. Az orbitális egység pályája 89,10 perces, 51,7 fokos hajlásszögű, elliptikus pálya-perigeuma 200 kilométer, apogeuma 252 kilométer volt.
Tömege 6300 kilogramm. A sorozat felépítését, szerkezetét, alapvető fedélzeti rendszereit tekintve egységesített, szabványosított űreszköz. Fényképezőgépe a Ftor–6 volt. Áramforrása kémiai akkumulátorok, szolgálati élettartama 24 nap.
1971. augusztus 18-án, 10 nap szolgálati idő után, földi parancsra belépett a légkörbe és hagyományos – ejtőernyős leereszkedés – módon visszatért a Földre.